# Рінеке Дейкстра
Рінеке Дейкстра (нід. Rineke Dijkstra; нар. 2 червня 1959, Сіттард, Лімбург, Нідерланди) — нідерландська фотографка, яка живе та працює в Амстердамі. Дейкстра отримала почесну стипендію Королівського фотографічного товариства, премію Citibank Private Bank Photography (1999) (нині Deutsche Börse Photography Prize) і стала лавреатом премії «Гассельблад» у 2017 році.

## Молодість й освіта
Народився 2 червня 1959 року у Сіттарді, Нідерланди. Навчалася в Академії Герріта Рітвельда в Амстердамі з 1981 до 1986 рік. Після закінчення навчання кілька років займалася комерційними проєктами: робота на корпоративах, зображення для щорічних звітів.

## Робота
Дейкстра зосереджується на одиночних портретах і зазвичай працює серіями про підлітків, відвідувачів клубів і солдатів, зокрема «Портрети на пляжі» (1992), відеоінсталяції Buzzclub/Mysteryworld (1996—1997), серія «Тіргарен» (1998—2000), «Ізраїльські солдати» (1999—2000), а також односюжетні портрети у серії: «Альмеріса» (1994—2005), «Шані» (2001—2003), «Олів'є» (2000—2003) і «Паркові портрети» (2005—2006). Її об'єкти часто зображені стоячи, обличчям до камери, на мінімальному фоні. Цей композиційний стиль помітний у її пляжних портретах, на яких зазвичай зображено одного чи кількох підлітків на тлі морського пейзажу. Цей стиль знову можна побачити в її дослідженнях породілей одразу після пологів.
Дейкстра датує своє мистецьке пробудження автопортретом 1991 року. Його знято за допомогою камери 4×5 дюймів і зображує як вона вийшла з басейну — терапія для відновлення після нещасного випадку на велосипеді — вона у стані майже колапсу. На замовлення голландської газети зробити серію про настрій літнього періоду вона зробила фотографії підлітків, які купаються. Результатом цього проєкту стали «Портрети на пляжі» (1992—1994), серія кольорових фотографій підлітків і дітей молодшого віку в повний зріст майже в натуральну величину, зроблених на березі у США, Польщі, Великій Британії, Україні та Хорватії. Серія принесла їй міжнародну популярність після показу 1997 року на щорічній виставці нової фотографії у нью-йоркському Музеї сучасного мистецтва. У 1999 році музей виставив кольорову фотографію «Одеса, Україна, 4 серпня 1993 року» з хлопчиком-підлітком на пляжі поруч з картиною Сезанна «Купальник» (1885—1887).
Розпочата під час перебування Дейкстри в Німецькій службі академічних обмінів у Берліні у 1998—1999 роках, створено серію «Тіргарен» (1998—2000), що показує портрети підлітків дівчаток і хлопчиків, сфотографованих у берлінському парку Великий Тіргарен, а також в одному з парків Литви. Ще одну серію робіт замовив амстердамський Фонд Анни Франк для їхньої нової будівлі: портрети школярок-підлітків з їхніми найкращими друзями, гостре нагадування про те, що будь-яка дівчина може бути «Анною Франк» за нещасливих обставин. Портрети переважно зроблено в Берліні, хоча Дейкстра пізніше зробила кілька в Мілані, Барселоні та Парижі.
Під час проєкту документування біженців шестирічна Альмеріса, чия родина втекла з Боснії, попросила Дейкстру сфотографувати її. Альмерісу фотографували приблизно кожні два роки, перший раз дитиною у центрі для біженців 14 березня 1994 року. Остання фотографія серії «Альмеріса» зроблена 19 червня 2008 року. Так розпочався серійний проєкт Дейкстри, який простежує зміни її об'єкта як у підлітковому віці, так і в переїзді зі Сходу до Західної Європи. У цій серії фотографка використала фотоспалах разом зі зменшенням кольору. Вона повністю очистила кімнату, тому в ній немає зайвих деталей, як-от меблі та картини на стіні. Це створює порожній фон. Вона використала таку техніку також у серії «Пляжні портрети».
Одна пізніша серія показує молоду ізраїльтянку Шані у серії «Ізраїльські солдати» (1999—2003) поетапно протягом півтора року: під час вступу до армії, ще двічі в її солдатській формі та вдома після служби.
Серія «Олів'є» (2000—2003) розповідає про фізичний і психологічний розвиток молодого чоловіка Олів'є Сільву від вступу до Французького іноземного легіону до років служби на Корсиці, у Габоні, Кот-д'Івуарі та Джибуті. Для серії «Портрети парку» (2003—2006) Дейкстра фотографувала дітей і підлітків, які на мить призупинялися, щоб подивитися в об'єктив, з мальовничих місць у Вонделпарку в Амстердамі, Проспект-парку в Брукліні, Парку Буен Ретіро в Мадриді та Ботанічному саду у Сямені.
Знятий у Росії та на замовлення Маніфеста 2014 відеопортрет «Маріанна (Казкова лялька)» показує молоду класичну танцівницю, яка репетирує у петербурзькій студії, перед прослуховуванням в Академію російського балету Ваганової.
Дейкстра використовує японську камеру 4×5 дюймів зі стандартним об'єктивом на штативі та фотоспалахом на іншому штативі позаду нього. Навіть під час фотографування дітей на пляжі, вона використовувала ту саму установку з портативним фотоспалахом, щоб зменшити контраст і трохи вивести обличчя з глибокої тіні, моделюючи сонячне світло. Однак основним джерелом світла для неї завжди є денне світло. У 1998 році вона почала друкувати свої фотографії у фотолабораторії Grieger у Дюссельдорфі за дві з половиною години їзди поїздом від Амстердама, де працювали Томас Струт й Андреас Гурскі, серед інших європейських художніх фотографів великомасштабних фотографій.
Дейкстра також експериментувала з відео, зокрема двоканальна проєкція «The Buzz Club, Liverpool, UK/Mystery World, Zaandam, NL» (1996—1997), «Ruth Drawing Picasso», Тейт Ліверпуль, Велика Британія (2009), чотириканальна інсталяція «The Krazyhouse» (Меган, Саймон, Нікі, Філіп, Ді), Ліверпуль, Велика Британія, (2009) і триекранний відеофрагмент «I See a Woman Crying (Weeping Woman)» (2009—2010). Для «The Buzz Club, Liverpool, UK/Mystery World, Zaandam, NL» Дейкстра відвідала два нічні клуби, перший — у Ліверпулі, де переважали 15-річні дівчата з робітництва; другий — у Нідерландах, місце для хлопців з робітництва з поголеними головами, одягнених у відповідне хіп-хоп вбрання. Вона влаштувала студії у клубах і попросила волонтерів танцювати по одному перед камерою. У 1997 році вона зняла ще одне відео, «Annemiek»: у центрі уваги сором'язливий голландський підліток, який співав караоке пісню «Backstreet Boys». Для «Ruth Drawing Picasso» Дейкстра просто навела камеру на англійську школярку, яка сиділа на підлозі, зосереджено малюючи портрет Дори Маар у Тейт Ліверпуль. У «I See a Woman Crying (Weeping Woman)», Дейкстра використала картину Пікассо «Жінка, що плаче» (1937) у Тейт Ліверпуль як засіб відволікання для групи англійських школярів, завдання яких описати картину, яка не з'явиться на екрані.

## Виставки
Фотографії Дейкстри з'являлися на численних міжнародних виставках, зокрема на Венеційському бієнале у 1997 та 2001 роках, Бієнале  мистецтва Сан-Паулу у 1998 році, Міжнародному бієнале фотографії у Турині у 1999 році та Трієнале фотографії та відео Міжнародного центру фотографії у 2003 році в Нью-Йорку.
У 1998 році відбулися персональні виставки в Музеї Бойманса — ван Бенінгена, Роттердам, Музеї Шпренгеля, Ганновер, і Музеї Фолькванг, Ессен. У 1999 році роботи Дейкстри виставлялися в Музеї сучасного мистецтва, Барселона. У 2001 році відбулися виставки в Музеї Франса Галса (Де Галлен), Гарлем, Нідерланди, та Музеї сучасного мистецтва Герцлії, Ізраїль. У 2005—2006 роках пересувна виставка «Рінеке Дейкстра: Портрети» показувалась у Же-де-пом, Париж, і в Музеї фотографії (Вінтертур), Барселона, і Рудольфінум, Прага.
У США Дейкстра мала персональні виставки в Чиказькому художньому інституті (2001), Інституті сучасного мистецтва, Бостон (2001) і LaSalle Bank, Чикаго (2004). У 2012 році Сан-Франциський музей сучасного мистецтва (SFMOMA) та Музей Соломона Гуггенхайма у Нью-Йорку організували комплексну виставку її робіт «Рінеке Дейкстра: ретроспектива». Виставка об'єднала понад 70 кольорових фотографій і 5 відеоробіт і відбулася у 2012 році у SFMOMA, а потім у Музеї Соломона Гуггенхайма.

## Нагороди
- 1994: премія Вернера Манца[57]
- 1998: 1999 Citibank Private Bank Photography Prize (нині Deutsche Börse Photography Prize)[25]
- 2002/2003: лавреат премії Wexner Center Residency у галузі медіа-мистецтва[58]
- 2012: почесний стипендіат Королівського фотографічного товариства[24]
- 2017: лавреат премії «Гассельблад» з призом у 100 000 євро[26][59].

## Колекції
Роботи Дейкстри зберігаються в постійних колекціях, зокрема:
- Тейт, Лондон[60]
- Музей сучасного мистецтва, Нью-Йорк[61]
- Метрополітен, Нью-Йорк[62]
- Музей Гуггенхайма, Нью-Йорк[63]
- Єврейський музей (Мангеттен), Нью-Йорк[64]
- Художня галерея Олбрайт-Нокс, Баффало, Нью-Йорк[65]
- Музей мистецтв округу Лос-Анджелес[66]
- Музей сучасного мистецтва (Чикаго)[67]
- Чиказький художній інститут[68]
- Музей сучасного мистецтва (Сан-Франциско)[69]
- Центр мистецтв Вокера, Міннеаполіс[70]
- Музей мистецтв Переса (Маямі)[71]
- Музей витончених мистецтв (Бостон)[72]
- Художній музей, Лугано[73]
- Балтиморський музей мистецтв[46]
- Музей Де Понта, Тілбург[74]